# Albert Schweitzer
Albert Schweitzer (Kaysersberg, 14. siječnja 1875. – Lambaréné (Gabon), 4. rujna 1965.), elzaško-njemački liječnik, protestantski teolog, filozof i glazbenik.

## Životopis
Studirao je teologiju, filozofiju u Strasbourgu, Parizu i Berlinu. Bio je protestantski pastor i docent na protestantskome teološkom fakultetu u Strasbourgu. Istodobno je započeo koncertnu i muzikološku djelatnost za ono vrijeme revolucionarnom monografijom o Johannu Sebastianu Bachu i raspravom o gradnji orgulja. 
Studirao je i medicinu, a kao liječnik misionar posvetio se, zajedno sa suprugom Helenom Bresslau-Schweitzer, karitativnom radu u Francuskoj Ekvatorijalnoj Africi. Od 1913. do 1917. godine izgradio je u Lambareneu tropsku bolnicu sa stacionarom za leprozne bolesnike. U prisnoj suradnji s crnačkim stanovništvom liječio je i suzbijao tropske bolesti, prosvjećivao, pomagao, pobijao rasne predrasude i kolonijalizam. Upozorio je na etičku vrijednost liječničkog rada i dao uzoran primjer.
Kao glazbeni pisac pridonio je novoj interpretaciji Bachove glazbe i inicirao, u gradnji orgulja, tzv. Alzašku reformu - pokret za obnovom tradicionalnih tipova orgulja.
Za njegov humanitarni rad dodijeljene su mu mnoge počasti i nagrade, među ostalima i Nobelova nagrada za mir 1952. godine.